# Richard Remer
Richard Frederick Remer (Brooklyn, 21 giugno 1883 – Fort Lauderdale, 18 luglio 1973) è stato un marciatore statunitense.

## Palmarès

### Olimpiadi
- Bronzo a Anversa 1920 nella marcia 3 km.